# Journalistenpreis „Evidenzbasierte Medizin in den Medien“
Der Journalistenpreis „Evidenzbasierte Medizin in den Medien“ wird seit 2009 vom Netzwerk Evidenzbasierte Medizin (EbM-Netzwerk) verliehen.
Der Journalistenpreis ist mit 2000 € dotiert. Der Preis würdigt journalistische Arbeiten, die in herausragender Weise die Prinzipien der Evidenzbasierten Medizin in Beiträgen zum Thema Medizin und Gesundheit umsetzen. Der Journalistenpreis Evidenzbasierte Medizin in den Medien wird jährlich im Rahmen der Jahrestagung des EbM-Netzwerks verliehen.

## Preisträger
- 2023: Jonah Goodman: Wie drei heldenhafte Ärzte die Schweiz vom Kropf erlösten, TA Das Magazin am 2022-09-16[1]
- 2022: Jonathan Focke und Maximilian Doeckel: Abzocke oder Allheilmittel? Die Akte CBD, Quarks Science Cops des WDR am 3. Juli 2021[2]
- 2021: Anneke Meyer: Ich hätte Ihnen das wirklich gerne erspart. Zytomegalie in der Schwangerschaft, Deutschlandfunk am 13. April 2020[3]
- 2020: Martina Keller: Übertherapie am Lebensende, ARD-Radiofeature, WDR am 24. Februar 2019[4]
- 2019: Peter Onneken und Daniele Jörg: Betrug statt Spitzenforschung – Wenn Wissenschaftler schummeln, WDR am 24. Juli 2018.

Katrin Langhans, Till Krause et al.: Das Scheingeschäft, SZ-Magazin am 20. Juli 2018.
- 2018: Meike Hemschemeier: Operieren und kassieren. Ein Klinik-Datenkrimi, ARD am 19. Juni 2017.
- 2017: Claudia Ruby: Krebs – Das Geschäft mit der Angst. Gefährliche Folgen alternativer Behandlung, SWR-Fernsehen am 1. Juni 2016.[5]
- 2016: Michael Brendler: Die Aufschneider, Frankfurter Allgemeine Sonntagszeitung am 10. Mai 2015.[6]
- 2015: Daniela Remus: Gesellschaft von Kranken? Umstrittene Grenzwerte in der Medizin, Bayern 2 am 7. Oktober 2014.[7]
- 2014: Heike Haarhoff: Herr Michalek und sein Herz, taz am 16./17. Februar 2013.[8]
- 2013: Thomas Liesen: Geheimsache Pillentest – Wie Studienergebnisse verschleiert werden, Deutschlandfunk am 3. Juni 2012.[9]

Claudia Gürkov: Krebs – Das Geschäft mit der Hoffnung, Bayerischer Rundfunk Bayern 2 am 26. März 2012.
- 2012: Sonja Kolonko: Geschäfte mit dem Tinnitus, Wissenschaftsmagazin ‚nano’ auf 3sat.[11]
- 2011: Nicole Heißmann: Check oder nicht Check?, Stern-Titelgeschichte Heft 10, 4. März 2010.
- 2010: Markus Grill: Alarm und Fehlalarm, Der Spiegel 17/2009.[12]
- 2009: Wiebke Rögener-Schwarz: 5 Artikel zu Gesundheitsthemen in der Süddeutschen Zeitung, erschienen im Zeitraum vom 24. Februar 2007 bis 9. Dezember 2008: Blick ins Blut, Pillen gegen die Regel, Datenbank der künstlichen Hüften, Unfug im Kreißsaal und Heilen nach Zahlen.

Frank Wittig: Sinnlose Operationen – Abkassieren per Skalpell, Südwestrundfunk Fernsehen, 28. April 2008.